# Typhaeus typhoeoides
Typhaeus typhoeoides är en skalbaggsart som beskrevs av Leon Fairmaire 1852. Typhaeus typhoeoides ingår i släktet Typhaeus och familjen tordyvlar. Inga underarter finns listade i Catalogue of Life.